# Vladimir Mirzojev
Vladimir Vladimirovitj Mirzojev (russisk: Влади́мир Влади́мирович Мирзо́ев) (født 21. oktober 1957 i Moskva i Sovjetunionen) er en russisk filminstruktør.

## Filmografi
- Tjelovek, kotoryj znal vsjo (Человек, который знал всё, 2009)[1][2]
- Boris Godunov (Борис Годунов, 2011)